# Димитър Бърдарев
Димитър Димитров Бърдарев е български алпинист.

## Биография
Роден е на 17 януари 1949 година в Банско. Занимава се с алпинизъм от 1966 година. Завършва ВИФ „Георги Димитров“. Член на алпийския клуб при ВИФ. Работи в катедрата „Туризъм, алпинизъм и ориентиране“ на ВИФ. Член на треньорския съвет на Българската федерация по алпинизъм.
Сред алпийските му постижения са изкачвания на върховете седемхилядници Комунизъм (7495 m н.в.) и Ленин (7134 m) в Памир, както и връх Ношак (7492 m) в Хиндукуш. Участва в българските национални експедиции на осемхилядниците Лхотце (1981 година), където стига до 7950 m, и Еверест (1984 година).
Награден е с орден „Народна република България“ II степен и „Георги Димитров“.
Заслужил майстор на спорта.